# United States Army Air Forces
United States Army Air Forces (USAAF) war von 1941 bis 1947 der offizielle Name der Luftstreitkräfte des US-Heeres. Die USAAF waren direkter Vorgänger der US Air Force (USAF).

## Geschichte
Die Luftstreitkräfte der USA wurden im August 1907 gegründet und erst 40 Jahre später als eigene Teilstreitkraft organisiert. In der Zwischenzeit wurden sie wie folgt bezeichnet:
- Aeronautical Division, U.S. Signal Corps: 1. August 1907 bis 18. Juli 1914
- Aviation Section, U.S. Signal Corps: 18. Juli 1914 bis 20. Mai 1918
- Division of Military Aeronautics: 20. Mai 1918 bis 24. Mai 1918
- U.S. Army Air Service: 24. Mai 1918 bis 2. Juli 1926
- U.S. Army Air Corps: 2. Juli 1926 bis 20. Juni 1941
- U.S. Army Air Forces: 20. Juni 1941 bis 18. September 1947
- United States Air Force seit 18. September 1947

Die United States Army Air Forces waren am 20. Juni 1941 aus dem United States Army Air Corps hervorgegangen. Während in anderen Staaten wie Großbritannien mit der Royal Air Force oder Deutschland mit der Luftwaffe Luftstreitkräfte bereits als eigenständige Teilstreitkraft bestanden, waren diese in den USA noch der Army bzw. der US Navy unterstellt.
Mit der Einführung von schweren Bomberverbänden wurde 1926 das Air Corps geschaffen und so die Luftstreitkräfte etwas unabhängiger gemacht. 1935 erfolgte die Unterstellung aller Fliegerverbände der US Army unter das General Headquarters Air Force. Diese waren bis dahin nach dem Modell von General John J. Pershing aus dem Ersten Weltkrieg den einzelnen Armeekorps zugeteilt. Pershing hatte die Luftstreitkräfte vor allem als Unterstützungskräfte für Bodentruppen gesehen. Diese Ansicht war auch in der Army der 1920er- und 1930er-Jahre weit verbreitet. Das General Headquarters Air Force etablierte drei Kampfgruppen, jeweils eine an der Atlantikküste, der Pazifikküste und am Golf von Mexiko. Das General Headquarters Air Force war administrativ vom Air Corps getrennt und befehligte nur Kampfgeschwader, während das Air Corps für Doktrin, Ausbildung, Beschaffung, Bodeneinrichtungen und deren Personal zuständig war.

### Zweiter Weltkrieg
Nach dem Beginn des Zweiten Weltkriegs 1939 und besonders in Hinblick auf die Luftschlacht um England 1940 reifte auch in den USA die Erkenntnis, dass die Luftstreitkräfte eine weitergehende Autonomie benötigten. Mit der Einführung eines Chief of Army Air Forces (Oberkommandierender der Heeres-Luftstreitkräfte), der direkt unter dem Befehl des Chief of Staff of the Army George C. Marshall stand, wurde dieser Schritt getan. Den Posten erhielt Generalmajor Henry H. Arnold, der für eine Unabhängigkeit der Luftstreitkräfte eintrat.

#### VomAir Force Combat CommandzurArmy Air Force
Das General Headquarters Air Force wurde in das Air Force Combat Command überführt und seine Kampfgruppen in Luftflotten umgewandelt. Organisatorisch wurden Air Force Combat Command und Army Air Corps unter das Kommando der Army Air Forces gestellt. Am 9. März 1942 wurde Henry H. Arnold zum Commanding General, Army Air Forces ernannt und das Air Force Combat Command aufgelöst. Damit erhielt die Army Air Force Kontrolle sowohl über die Kampfeinheiten als auch über alle anderen Einheiten.
Im Rahmen des Special Film Project 186 filmten Kameramänner der Army Air Forces von März bis Mai 1945 den Vorstoß amerikanischer Truppen in Deutschland und danach die unmittelbare Nachkriegszeit in Europa. Sie waren mit 16-mm Schmalfilmkameras und neuartigen Farbfilmen ausgestattet.
Die Army Air Forces verfügten im März 1944 über 2,4 Millionen Soldaten mit ca. 80.000 Flugzeugen. In der Combined Bomber Offensive ab 1943 spielte die USAAF eine wesentliche Rolle. Es erfolgte die Bildung eines eigenen Hauptquartiers United States Strategic Air Forces in Europe (USSAFE, später USSTAF) zur Kontrolle ihrer strategischen Bomberflotten in Europa.

#### Eingesetzte Bomber (Auswahl)
- Boeing B-17
- Boeing B-29
- Consolidated B-24
- North American B-25
- Martin B-26

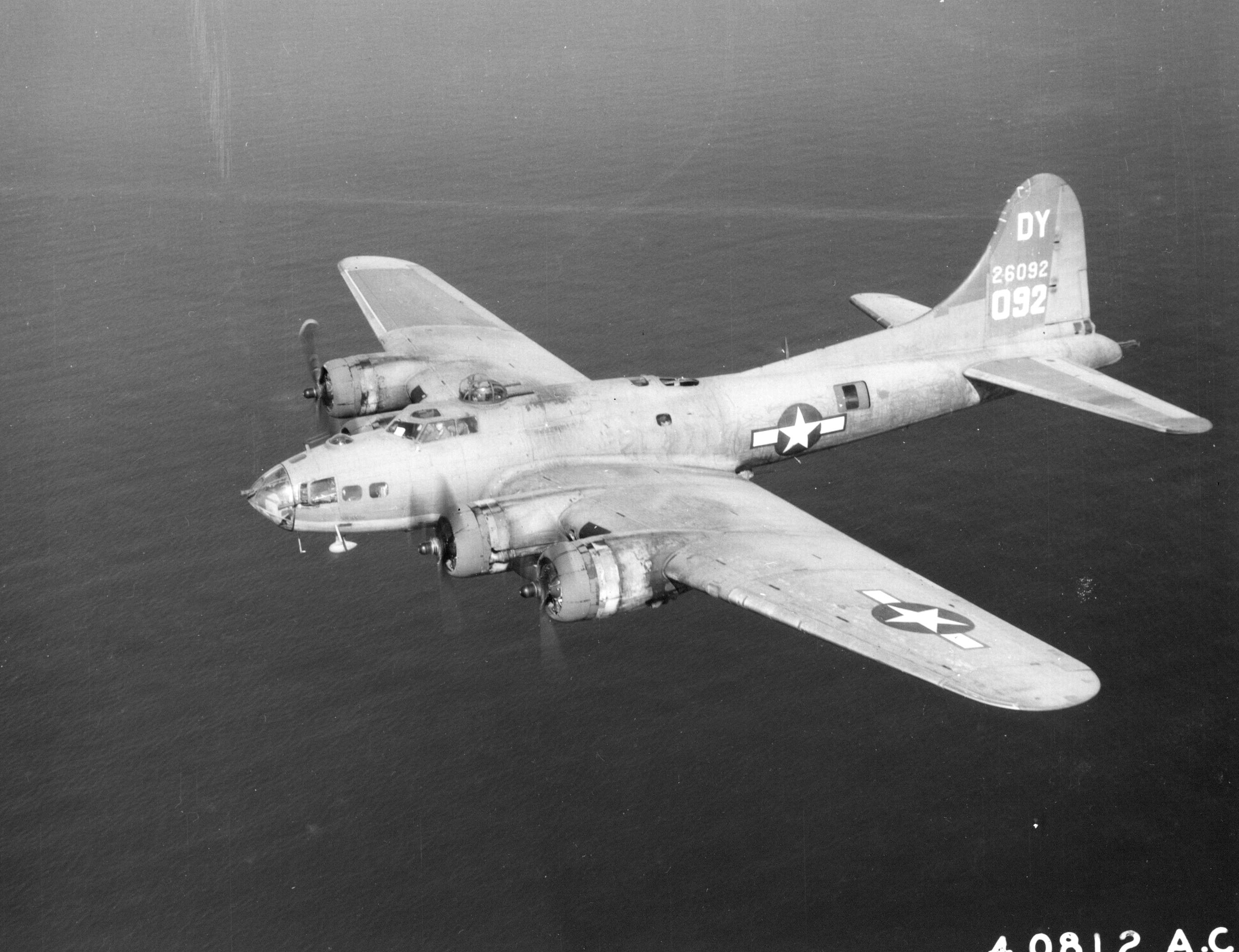
Boeing B-17F

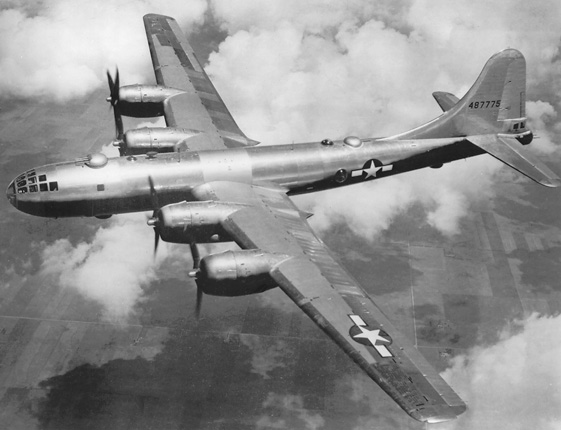
Superfortress

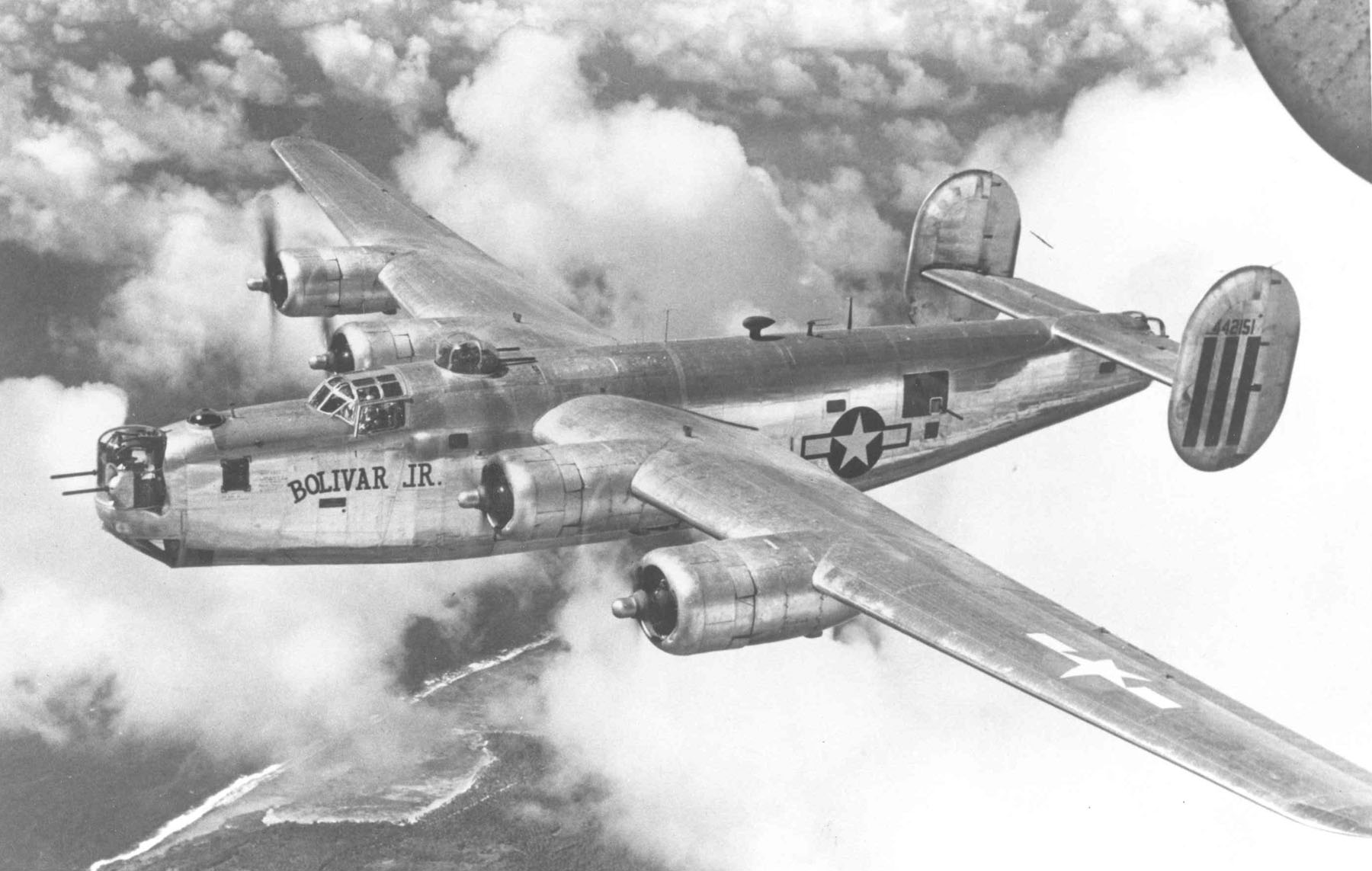
Consolidated B-24M-20-CO „Liberator“

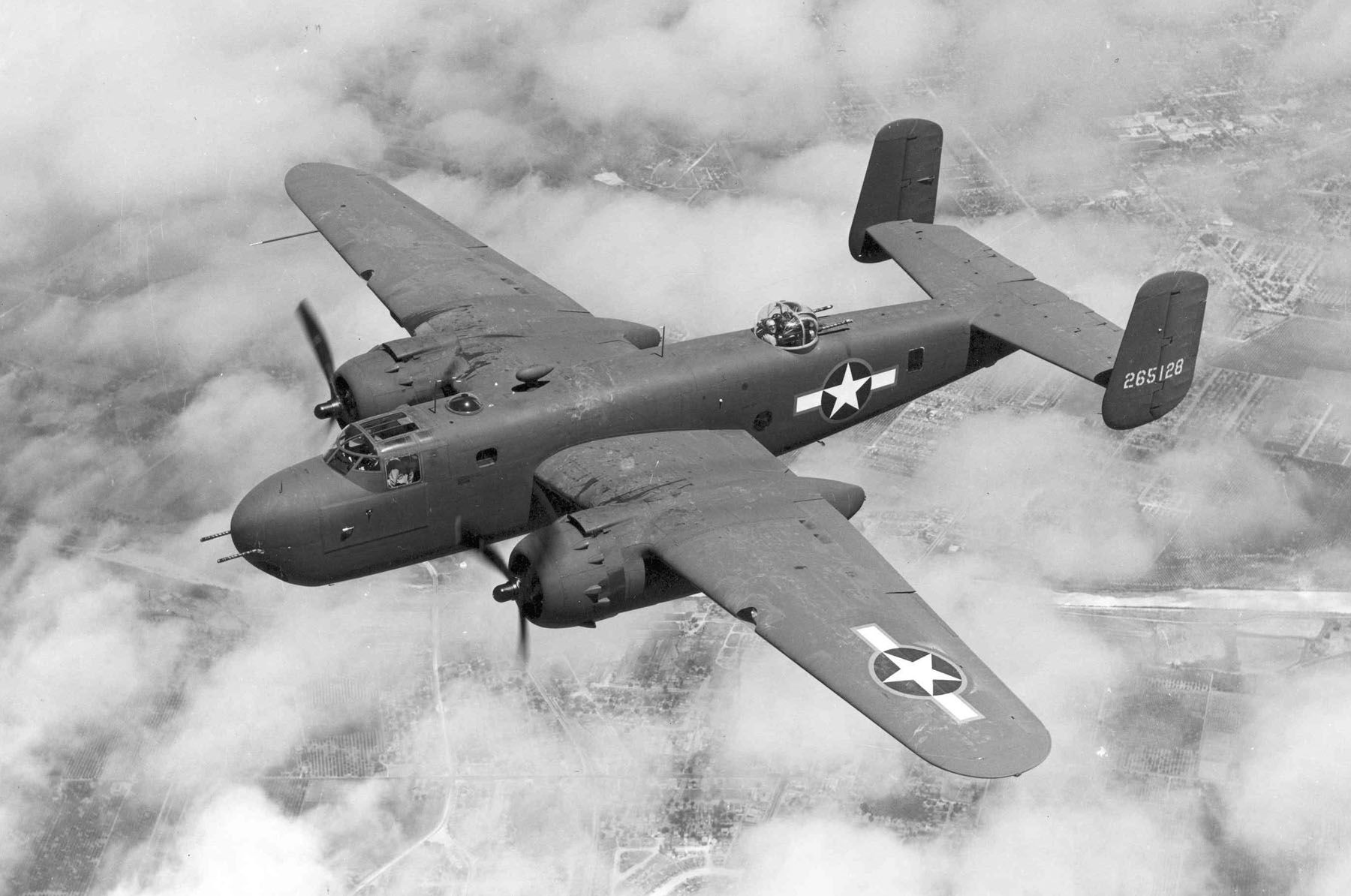
North American B-25G-10 der USAAF

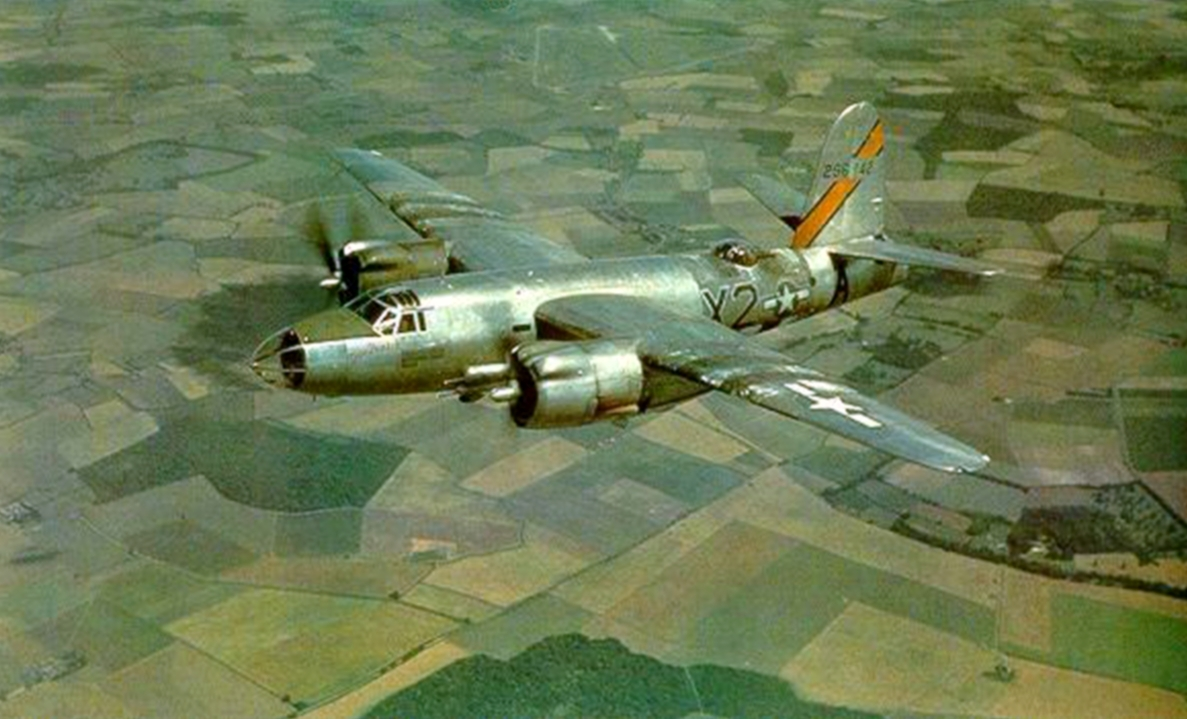
B-26B-55-MA der 596th BS, 397th BG, 1944

Die Boeing B-17 Flying Fortress (deutsch: Fliegende Festung) war ein schwerer Bomber. Sie ist der bekannteste Bomber der USAAF im Zweiten Weltkrieg und war dafür bekannt, trotz schwerer Schäden aus den Einsätzen zurückzukehren. Die vollständige Besatzung der B-17 bestand aus zehn Personen, vier davon waren ausschließlich MG-Schützen. Insgesamt wurden 12.731 Maschinen hergestellt.
Die Boeing B-29 Superfortress war ein US-Langstreckenbomber, von dem fast 4.000 Stück produziert wurden. Sie war der größte und leistungsfähigste Bomber des Zweiten Weltkriegs und stand noch in der Anfangsphase des Kalten Krieges im Dienst. Das maximale Abfluggewicht konnte mehr als das Doppelte des Vorgängermodells Boeing B-17 Flying Fortress betragen.
Die USAAF setzte den viermotorigen Tiefdecker erstmals im Sommer 1944 auf dem asiatischen Kriegsschauplatz ein, wo er mit seiner großen Reichweite das japanische Mutterland bombardieren konnte. B-29 wurden auch für die Atombombenabwürfe auf Hiroshima und Nagasaki verwendet.
Die Consolidated B-24 Liberator war ein schwerer Bomber und das meistgebaute US-amerikanische Flugzeugmodell des Weltkrieges (über 18.482 Stück). Der viermotorige Schulterdecker mit Doppelseitenleitwerk war neben der B-17 der wichtigste strategische Bomber der USAAF auf dem europäischen Kriegsschauplatz. Der erste Einsatz fand zu Beginn des Pazifikkrieges gegen Japan im Januar 1942 statt beim Angriff auf Sulawesi, die ersten größeren Einsätze mit B-24D im Februar 1943 in Neuguinea.
Die North American B-25 Mitchell war ein zweimotoriger mittelschwerer Bomber. Insgesamt wurden 9.984 B-25 produziert.
Die Martin B-26 Marauder war ein mittelschwerer Mittelstreckenbomber der Glenn L. Martin Company. Sie war ein zweimotoriger Schulterdecker. Von 1940 bis 1945 wurden 5.157 Maschinen gebaut. Das Flugzeug kam während des Zweiten Weltkriegs zunächst im Pazifikkrieg und später auch in Europa zum Einsatz.

### 1945–1947
Nach dem Zweiten Weltkrieg, in dem die USAAF einen wesentlichen strategischen Beitrag zum alliierten Sieg leistete, wurden die Streitkräfte neu organisiert und am 21. März 1946 drei neue Luftwaffenkommandos gegründet: Zur Unterstützung der Bodentruppen das Tactical Air Command, für die Reservestreitkräfte und Heimatverteidigung das Air Defense Command und für die strategischen Bomber und Aufklärer das Strategic Air Command, das später auch mit landgestützten Interkontinentalraketen ausgerüstet wurde. Es entwickelte sich in den Folgejahren zum mächtigsten Militärverband der westlichen Welt.
Die Luftstreitkräfte der USA mit Ausnahme der Marineflieger wurden mit der Gründung der United States Air Force (USAF) durch den National Security Act vom 26. Juli 1947, der am 18. September des Jahres in Kraft trat, schließlich zur selbstständigen Teilstreitkraft.

## Ausbildung
Die Ausbildung begann mit einer Vorauswahlphase, in der körperliche und mentale Eignungstests durchgeführt wurden. Bewerber mussten eine Reihe von Anforderungen erfüllen, darunter ein Mindestalter von 18 Jahren, ein High-School-Abschluss und gute körperliche Verfassung, insbesondere bei Sehkraft und Reaktionsfähigkeit. Nach Bestehen dieser Tests wurden die Rekruten in das eigentliche Ausbildungsprogramm aufgenommen. Die erste Phase war die Pre-Flight-Ausbildung, die in speziellen Einrichtungen wie der Maxwell Field Air Force Base in Alabama stattfand. Hier wurden grundlegende militärische Disziplin, körperliche Fitness, Navigation, Meteorologie, Aerodynamik und Flugzeugmechanik unterrichtet. Diese theoretische Ausbildung bereitete die Rekruten auf die praktische Flugausbildung vor. Nach der Pre-Flight-Phase erfolgte die praktische Flugausbildung, die in drei Stufen unterteilt war: Primary Flight Training, Basic Flight Training und Advanced Flight Training. Während des Primary Flight Trainings, das etwa 10 Wochen dauerte, lernten die Auszubildenden die Grundlagen des Fliegens. Sie übten grundlegende Flugmanöver auf leichten Schulflugzeugen wie der Stearman PT-17 oder der Fairchild PT-19. Dieser Teil der Ausbildung fand meist an zivilen Flugschulen statt, die von der USAAF beauftragt wurden, und wurde von zivilen sowie militärischen Fluglehrern geleitet.
Im Basic Flight Training, das ebenfalls etwa 10 Wochen dauerte, erweiterten die Schüler ihre Fähigkeiten auf leistungsstärkeren Maschinen wie der BT-13 Vultee. Sie lernten komplexere Flugmanöver, Formationsflüge, Instrumentenflug und grundlegende Kampftaktiken. Diese Phase fand häufig auf Militärbasen unter der Aufsicht erfahrener Offiziere und Fluglehrer statt. Die letzte Phase, das Advanced Flight Training, dauerte weitere 10 Wochen und beinhaltete spezialisierte Ausbildung für verschiedene Flugzeugtypen, je nachdem, für welchen Einsatz der Pilot vorgesehen war. Piloten, die Jäger fliegen sollten, trainierten auf Maschinen wie der AT-6 Texan, während zukünftige Bomberpiloten auf größeren Flugzeugen wie der B-25 Mitchell oder der B-17 Flying Fortress geschult wurden. In dieser Phase wurde auch der Umgang mit Waffen, Bombenabwurf und fortgeschrittene Flugtaktiken trainiert. Die Ausbildung wurde von erfahrenen Offizieren der USAAF geleitet, die oft selbst Kampferfahrung hatten. Jede Ausbildungsbasis hatte einen Kommandanten, der für die Organisation und Durchführung des Programms verantwortlich war. Die Fluglehrer, sowohl militärisch als auch zivil, spielten eine entscheidende Rolle, da sie die Schüler auf die Herausforderungen des Luftkampfes und der Kriegsfliegerei vorbereiteten. Am Ende des Programms erhielten die erfolgreichen Absolventen ihre Pilot Wings sowie den Rang eines Second Lieutenants. Sie wurden dann spezifischen Einheiten zugewiesen, wo sie oft noch eine zusätzliche Ausbildung für ihren Einsatztyp durchliefen, bevor sie in den aktiven Dienst an der Front geschickt wurden. Dieses strukturierte und intensive Ausbildungsprogramm trug wesentlich zur Stärke der USAAF während des Zweiten Weltkriegs bei.